# Зимние юношеские Олимпийские игры
Зимние юношеские Олимпийские игры — спортивные международные соревнования для юношей возрастной категории от 14 до 18 лет, организованные Международным олимпийским комитетом (МОК) на 119 собрании в Гватемала Сити 7 июля 2007 года. Летние юношеские Олимпийские игры проводят каждые 4 года, в годы проведения летних Олимпийских игр. Впервые зимние юношеские Олимпийские игры были проведены в Инсбруке, Австрия в 2012 году.
Эмблема Зимних юношеских Олимпийских игр-2012 была создана на основе Золотой крыши — основной достопримечательности Инсбрука.

## Список
| Год проведения | Начало     | Завершение | Игры                                  | Город       | Страна           |
| -------------- | ---------- | ---------- | ------------------------------------- | ----------- | ---------------- |
| 2012           | 13 января  | 22 января  | I зимние юношеские Олимпийские игры   | Инсбрук     | Австрия          |
| 2016           | 12 февраля | 21 февраля | II зимние юношеские Олимпийские игры  | Лиллехаммер | Норвегия         |
| 2020           | 9 января   | 22 января  | III зимние юношеские Олимпийские игры | Лозанна     | Швейцария        |
| 2024           | 19 января  | 2 февраля  | IV зимние юношеские Олимпийские игры  | Канвондо    | Республика Корея |